# Sebastián Britos
Sebastián Britos, vollständiger Name Sebastián Javier Britos Rodríguez, (* 2. Januar 1988 in Minas) ist ein uruguayischer Fußballspieler.

## Karriere
Der 1,90 Meter große Torhüter Britos stand zu Beginn seiner Karriere von 2009 bis Anfang Januar 2012 in Reihen von Bella Vista. In der Zweitligaspielzeit 2009/10 wurde er bei den Montevideanern elfmal in der Segunda División eingesetzt und stieg mit dem Klub in die höchste uruguayische Spielklasse auf. In der Saison 2010/11 lief er dann in 23 Erstligapartien auf, kam aber in der anschließenden Apertura 2011 in der Liga nicht mehr zum Einsatz. Sodann schloss er sich den Montevideo Wanderers an, für die er in der Clausura 2012 vier Begegnungen in der Primera División absolvierte. Anfang Juli 2012 wechselte er zu Oriente Petrolero. Bei den Bolivianern bestritt er 14 Erstligaspiele und zwei Partien in der Copa Sudamericana 2012. Anfang August 2013 verpflichtete ihn Liverpool Montevideo. Bei dem Verein aus der uruguayischen Hauptstadt absolvierte er in der Erstligaspielzeit 2013/14 eine Ligabegegnung und belegte am Saisonende mit der Mannschaft einen Abstiegsplatz. In der darauffolgenden Hinrunde der Zweitligasaison 2014/15 kam er zu neun weiteren Ligaeinsätzen. In den ersten Januartagen 2015 führte ihn sein weiterer Karriereweg nach Kolumbien zu Cortuluá. Dort stehen elf Einsätze in der Primera A und drei in der Copa Colombia für ihn zu Buche. Seit Anfang August 2015 steht er im Kader des Club Atlético Cerro. In der Spielzeit 2015/16 kam er bei den Montevideanern über die Rolle des Ersatztorhüters nicht hinaus. Während der Saison 2016 wurde er sodann elfmal in der höchsten uruguayischen Spielklasse eingesetzt.